# Folke Frölén
Karl Folke Frölén (ur. 25 lutego 1908 w Eskilstunie, zm. 6 listopada 2002 w Umei) – szwedzki jeździec sportowy. Złoty medalista olimpijski z Helsinek. 
Specjalizował się we Wszechstronnym Konkursie Konia Wierzchowego. Igrzyska w 1952 były jego jedyną olimpiadą. W konkursie indywidualnym zajął piętnaste miejsce, w drużynie Szwedzi triumfowali. Partnerowali mu Hans von Blixen-Finecke i Olof Stahre. Startował na koniu Fair.